# ولینگتون (کلرادو)
ولینگتون (به انگلیسی: Wellington) شهری در ایالت کلرادو کشور ایالات متحده آمریکا است که جمعیت آن در سرشماری سال ۲۰۱۰ میلادی، ۶٬۲۸۹ نفر بوده‌است.